# Eustațiu Palatinos
Eustațiu Palatinos (în limba latină: Eustachius Palatinus, în limba italiană: Eustachio Palatino) a fost catepan bizantin de Italia din toamna lui 1045 până în septembrie 1046. Sursa primară pentru scurta perioadă în care a ocupat această funcție este cronica lui Lupus Protospatarul.
Eustațiu a fost trimis pentru a-l înlocui pe Vasile Theodorokanos după ce cel din urmă a fost rechemat la Constantinopole. El a sosit la Otranto și a parcurs distanța până la Bari, sediul catepanatului. În apropiere de Taranto, a fost înfrânt de către o trupă de normanzi condusă de Drogo de Hauteville, fratele contelui normand de Apulia. S-a întors la Bari, unde s-a întâlnit cu noul catepan, Ioan Raphael.